# Race Pro
Race Pro est un jeu vidéo de course développé par SimBin et édité par Atari Inc., sorti en février 2009 sur Xbox 360.

## Accueil

### Publications
- Jeuxvideo.com : 15/20[2]
- IGN.com : 7,7/10[3]
- GameSpot.com : 7,5/10[4]
- Eurogamer.com : 8/10[5]

### Agrégateurs de notes
- Metacritic : 72/100[6]